# Wapen van Dollardzijlvest

Het wapen van Dollardzijlvest

Het wapen van Dollardzijlvest werd op 21 januari 1993 per Koninklijk Besluit aan het waterschap Dollardzijlvest verleend. Het waterschap was gelegen in de provincies Groningen en Drenthe. Het waterschap werd in 2000 opgeheven, waardoor ook het wapen niet langer in gebruik is. Het wapen van Hunze en Aa's, waarin het waterschap is opgegaan, heeft alleen de kroon van het wapen overgenomen.

## Blazoenering
De blazoenering van het wapen luidde als volgt:
In sabel een geopende, gekanteelde, uit de schildranden komende zijlvest van goud, gevoegd van sabel, oprijzende uit een golvende schildvoet, golvend gedwarsbalkt van drie stukken, azuur en zilver, boven vergezeld van een korenschoof van goud, aan weerszijden vergezeld van van een hoorn van zilver met openingen van keel, geopend, gemond en beslagen van goud. Het schild gedekt met een gouden kroon van vijf bladeren.
Het wapen is zwart van kleur met daarop een geopende en van kantelen voorziene zijlvest (sluis) van goud.  De voegen van de muur zijn zwart. De golvende schildvoet is blauw met daaroverheen een zilveren golvende dwarsbalk. Boven het zijlvest in het midden een gouden korenschoof en links en rechts een zilveren hoorn met gouden beslag en mond. Op het schild een markiezenkroon.

## Symboliek
Omdat de wapens van de fusserende waterschappen niet gecombineerd konden worden werd het nieuwe wapen ontworpen. Het betreft een wapen met het zijlvest als sprekend stuk. Ook de korenschoof en de twee hoorns zijn symbolisch voor het gebied: de korenschoof voor Westerwolde en de twee hoorns voor het hele gebied waar het waterschap was gevestigd.
Aduarderzijlvest ·
Dollardzijlvest ·
Dorpster zijlvest ·
Duurswold ·
Eemszijlvest ·
Electra ·
Fivelingo ·
Generaal Zijlvest der Drie Delfzijlen ·
Gorecht ·
Havenschap Delfzijl ·
Hoop en Verwachting ·
Hunsingo ·
De Johannes Kerkhoven Polder ·
Oldambt ·
Ommelanderzeedijk ·
Pekel A ·
Reiderland ·
Reiderzijlvest ·
Termunter-Zijlvest ·
Westerkwartier ·
Westerwolde ·
Winsummer en Schaphalster Zijlvest ·